# Idiocerus glaberatus
Idiocerus glaberatus är en insektsart som beskrevs av Zhang och Wu 2000. Idiocerus glaberatus ingår i släktet Idiocerus och familjen dvärgstritar. Inga underarter finns listade i Catalogue of Life.